# Música clássica indiana

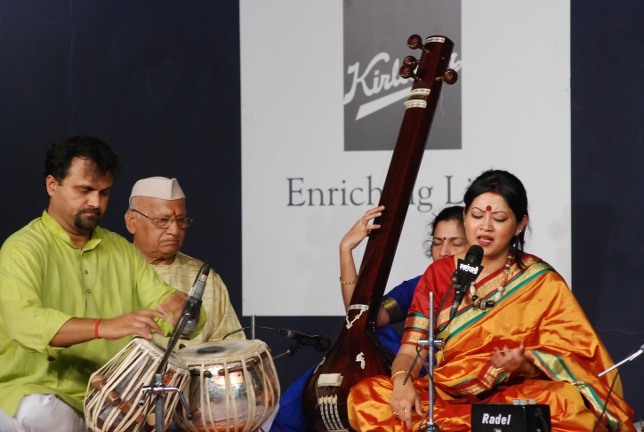
Uma performance de música clássica indiana

Música clássica indiana é um gênero de música da ásia meridional, que possui duas grandes vertentes: a tradição do norte da Índia chamada de hindustani, e a do sul da Índia chamada de carnática; que  eram iguais até o século XVI, quando entrou em crise o domínio muçulmano sobre o subcontinente indiano, separando-se e evoluindo para formas levemente distintas (os sistemas contêm mais características em comum do que diferenças).
As raízes da música clássica indiana são encontradas na literatura védica do hinduísmo (idioma sânscrito védico) e no Natya Shastra, o texto sânscrito clássico sobre as artes cênicas, escrito por Bharata Muni (irmão do senhor Rama). O texto sânscrito do século XIII chamado Sangita-Ratnakara, escrito por Sarangadeva, é considerado como o texto definitivo tanto pela tradição Hindustani quanto pela Carnática.
A música clássica indiana possui dois elementos fundamentais, chamados raga e tala: o primeiro forma a tessitura da estrutura melódica, enquanto o segundo realiza a marcação do tempo. O raga proporciona ao artista uma paleta de ingredientes para construir melodias a partir de sons, enquanto o tala lhe oferece um arcabouço criativo para improvisações rítmicas utilizando o tempo.
Entre as composições de música clássica indiana mais antigas estão os dhrupads, um gênero de música da tradição hindustani que trata de temas heróicos e espirituais e são a base para diversos subgêneros da música indiana.

## História
As raízes musicais da Índia antiga estão na literatura védica do hinduísmo. O pensamento indiano antigo combinava três artes: recitais silábicos (vadya), melos (gita) e dança (nrtta). Com o desenvolvimento destas artes, a sangeeta tornou-se um gênero distinto de arte, numa forma equivalente à música contemporânea. Isto provavelmente aconteceu antes da época de Yāska (c. 500 AEC),  já que ele inclui estes termos em seus estudos da nirukta, um dos seis vedangas da tradição indiana antiga. Alguns dos textos antigos do hinduísmo, como o Samaveda (c. 1000 AEC), tem sua estrutura baseada inteiramente em temas melódicos. O Samaveda, inclusive, consiste de seções do Rigveda acompanhadas de música.
O Samaveda se organiza em duas partes: uma se baseia na métrica musical, enquanto a outra, no objetivo dos rituais. O texto é escrito de tal forma que as swaras (notas de oitava) são mostradas acima do texto ou dentro do próprio texto, ou ainda o verso é escrito dentro de parvans (nó ou membro). Assim, pode-se dizer que as swaras formam o esqueleto da canção: elas tem cerca de doze formas diferentes e suas diversas combinações ficam abaixo dos nomes dos diferentes ragas. O código específico de uma canção mostra, de forma clara, qual combinação de swaras ao todo estão presentes em cada canção. A parte lírica da canção é chamada de sahityam, que consiste em cantar todas as swaras usando as letras das canções. O código na forma de swaras possui, também, a notação de quais notas devem ser cantada altas ou baixas. Os hinos do Samaveda possuem conteúdo melódico, forma, ritmo e organização métrica. Esta estrutura, contudo, não é única ou limitada ao Samaveda: o Gāyatrī Mantra, por exemplo, contém três linhas métricas de oito sílabas, com um ritmo ternário incorporado.

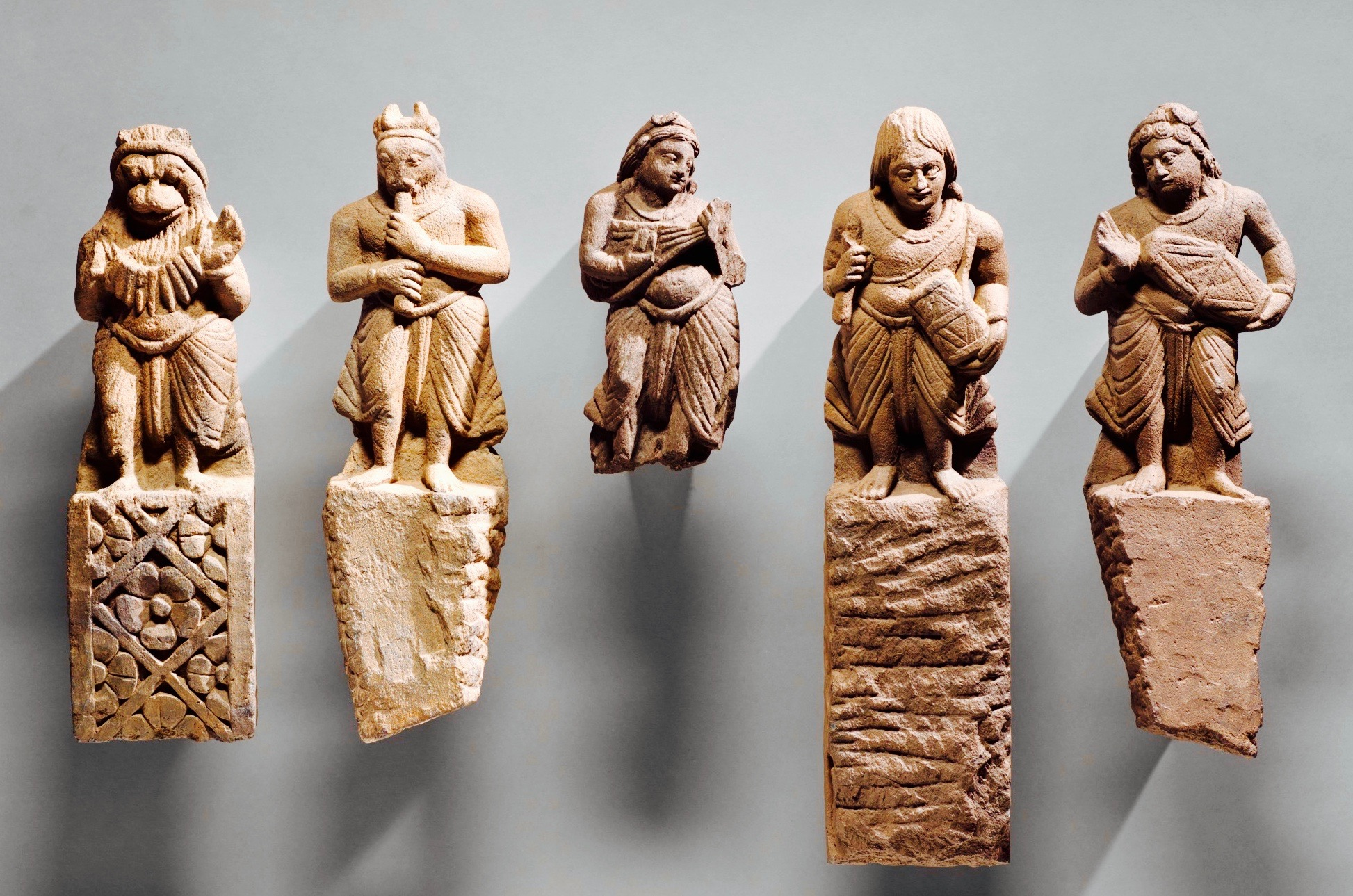
Cinco Gandharvas (músicos celestiais) do século I-V CE, noroeste da ásia meridional, carregando os quatro tipos de instrumentos musicais. Gandharvas são discutidos na literatura da era Védica.

Nas tradições antigas do hinduísmo, dois gêneros musicais apareceram: Gandharva (música formal, tranquila e ceremonial) e Gana (música informal, improvisada e voltada ao entretenimento). Músicas do gênero Gandharva traziam associações divinas e celestiais, enquanto as do gênero Gana envolviam o ato de cantar. A tradição musical védica sânscrita se espalhou por todo o subcontinente indiano e, de acordo com Lewis Rowell, os antigos clássicos tâmis demonstram claramente que "um tradição musical refinada existia no sul da Índia desde o final dos últimos séculos pré-cristãos".
O clássico texto sânscrito Natya Shastra é a base de numerosas tradições de música e dança clássicas da Índia. Antes dele ser terminado, as tradições indianas antigas haviam classificado os instrumentos musicais em quatro grupos, baseando-se em seus princípios acústicos (como eles funcionam, ao invés de qual material são feitos), como a flauta, que funciona por meio da entrada e saída de ar. Estas quatro categorias são dadas como fixas e formam quatro capítulos distintos no Natya Shastra: um capítulo para instrumentos de corda, um para instrumentos ocos, um para instrumentos sólidos e outro para instrumentos cobertos. Destes, sabe-se que os instrumentos sólidos na forma de "pequenos címbalos de bronze" eram usados no tala. Todo o capítulo sobre instrumentos sólidos, em sua maior parte, trata-se de um tratado teórico sobre o sistema do tala. A marcação do tempo com instrumentos sólidos era considerada uma função separada da percussão no pensamento indiano antigo sobre teoria musical.
O texto sânscrito do início do século XIII chamado  Sangita Ratnakara (literalmente, "Oceano de Música e Dança"), escrito por Sarangadeva e patrocinado pelo rei Sighana da dinastia Yadava em Maharashtra, menciona e discute ragas e talas. Ele identifica sete famílias de talas e as subdivide em razões rítmicas, apresentando uma metodologia para improvisação e composição que continua a inspirar músicos indianos da era moderna. O Sangita Ratnakara é um dos tratados hindus históricos mais completos da era medieval sobre este assunto (estrutura, técnica e o raciocínio por trás dos ragas e talas) a sobreviver até a era moderna.
A centralidade e significância da música nas eras antiga e medieval da Índia também estão expressas nas diversas esculturas em relevo em templos e santuários, como no entalhe de músicos com címbalos numa escultura do século V localizada no templo Pavaya, perto de Gwalior, e nas Grutas de Ellora.

### Textos
A literatura histórica pós-védica relacionada à música clássica indiana é extensa. Os textos antigos e medievais estão escritos, em sua maior parte, em sânscrito (no caso do hinduísmo), mas grandes comentários sobre teoria musical, instrumentos e práticas também foram redigidos em línguas regionais como o braj, canarim, odissi, páli (no caso do budismo), prácrito (no caso do jainismo), tâmil e telugo. Embora inúmeros manuscritos tenham chegado à era moderna, acredita-se que tenham sido perdidas várias obras originais sobre música indiana, cuja existência é conhecida apenas porque são citadas e discutidas em outros manuscritos que tratam mesmo tema. Muitos dos puranas enciclopédicos contém grande capítulos sobre teoria musical e instrumentos, como o Bhagavata Purana, o Markandeya Purana, o Vayu Purana, o Linga Purana e o Visnudharmottara Purana.
Os mais citados e influentes destes textos são o Samaveda, o Natya Shastra, o Brihaddesi (tratado sobre formas de música clássica) e o Sangita Ratnakara. A maioria dos textos históricos sobre teoria musical foram escritos por estudiosos hindus, mas alguns textos sobre música clássica foram redigidos por estudiosos budistas, jainístas e, no século XVI, muçulmanos. Estes estão listados no quadro anexo.
| \| Textos da música clássica indiana[31] \| Textos da música clássica indiana[31] \| Textos da música clássica indiana[31] \| Textos da música clássica indiana[31] \| Textos da música clássica indiana[31] \| \| ------------------------------------------- \| ------------------------------------- \| ------------------------------------- \| ------------------------------------- \| ---------------------------------------------------------------------------------------------------------------------------- \| \| Título \| Autor \| Século \| Religião \| Notoriedade[31] \| \| Samaveda \| Desconhecido \| c. 1000 AEC \| Hinduísmo \| Escrituras sagradas com música de acompanhamento \| \| Natyasastra \| Bharata Muni \| c. 200 AEC-200 EC \| Hinduísmo \| Mais antigo texto hindu em existência sobre teoria musical e artes cênicas \| \| (Textos perdidos) \| Vishakhila, Sardula, Visnudharmottara \| c. 300–500 EC \| Hinduísmo \| Citado por autores medievais \| \| (Texto perdido) \| Rahul \| c. século V EC \| Budismo \| Citado por autores medievais \| \| Brihaddesi \| Matanga \| c. 800–900 EC \| Hinduísmo \| Sobrevive em partes, teoria de formas de música regional (entretenimento), sistema murchana \| \| Abhinavabharati \| Abhinavagupta \| c. 900–1000 EC \| Hinduísmo \| Teoria do rasa[37] \| \| Sarasvati Hridyalankara \| Nanyadeva \| c. 1080 EC \| Hinduísmo \| Teoria musical, apêndice do Natya Shastra bhasya \| \| Sangita Sudhakara \| Haripala \| c. 1175 EC \| Hinduísmo \| ? \| \| Abhilasitartha Cintamani \| Somesvara \| c. século XII EC \| Hinduísmo \| Existente em partes, Sistema murchana, ragas \| \| Sangita Ratnavali \| Somabhupala \| c. 1180 EC \| Hinduísmo \| \| \| Sangita Samayasara \| Parsvadeva \| c. 1200 EC \| Hinduísmo \| Teoria dos gamakas \| \| Sangita Ratnakara \| Sarngadeva \| c. 1230 EC \| Hinduísmo \| Sistematiza raga, prakirnaka, prabandha, tala, vadya e nritya;[38] Texto definitivo para as tradições carnática e hindustani \| \| Sringarahara \| Raja Sakambhari \| c. 1300 EC \| Hinduísmo \| Diretório de ragas antigos, 89 ragas derivados e 120 talas \| \| Rasatatvasamuccaya \| Allaraja \| c. 1300 EC \| Hinduísmo \| Quatro capítulos sobre música clássica \| \| Sangitopanisadasara \| Suddhakalasa \| c. 1350 EC \| Jainismo \| Teoria musical, inclui talas raros \| \| Balabodhan \| Desconhecido \| c. 1350 EC \| Hinduísmo \| Reexamina e cita textos musicais que, acredita-se, estejam perdidos \| \| Visvapradip \| Bhuvanananda \| c. 1350 EC \| Hinduísmo \| Grande comentário sobre raga, tala e instrumentos musicais \| \| Sangitacandra \| Allaraja \| c. século XIV EC \| Hinduísmo \| Comentado pelo rei nepalês Jyotirmal do século XVII \| \| Sangita Dipika \| Madhava Bhatta \| c. 1400 EC \| Hinduísmo \| Sistema raga-ragini \| \| Sangita Raj \| Kumbhakarna \| c. 1449 EC \| Hinduísmo \| Uma revisão \| \| Svaramelakalanidhi \| Ramamatya \| c. século XVI EC \| Hinduísmo \| Música carnática, sistema mela \| \| Raga Mala, Raga Manjari, Sadraga Candrodaya \| Pundarika Vittala \| c. século XVI EC \| Hinduísmo \| Música carnática, menção a maqans persas \| \| Lahjat-i Sikandar Shahi \| Umar Sama Yahya \| c. século XVI EC \| Islão \| Música hindustani, inclui uma resenha do Natya Shastra e do Sangita Ratnakara[39] \| \| Rasakaumudi \| Srikantha \| c. século XVI EC \| Jainismo \| Uma revisão de sistemas musicais \| \| Sangita Sudha \| Raghunatha Thanjavur \| c. 1620 EC \| Hinduísmo \| Carnático, três línguas, instrumentos musicais, 264 ragas, 50 ragas populares \| \| Sangita Cudamani \| Govinda \| c. 1680 CE \| Hinduísmo \| Carnático, 72 melakartas, inovações de instrumentos musicais \| |                                       |                   |           | |
| Textos da música clássica indiana |                                       |                   |           | |
| Título | Autor                                 | Século            | Religião  | Notoriedade |
| Samaveda | Desconhecido                          | c. 1000 AEC       | Hinduísmo | Escrituras sagradas com música de acompanhamento                                                                         |
| Natyasastra | Bharata Muni                          | c. 200 AEC-200 EC | Hinduísmo | Mais antigo texto hindu em existência sobre teoria musical e artes cênicas                                               |
| (Textos perdidos) | Vishakhila, Sardula, Visnudharmottara | c. 300–500 EC     | Hinduísmo | Citado por autores medievais                                                                                             |
| (Texto perdido) | Rahul                                 | c. século V EC    | Budismo   | Citado por autores medievais                                                                                             |
| Brihaddesi | Matanga                               | c. 800–900 EC     | Hinduísmo | Sobrevive em partes, teoria de formas de música regional (entretenimento), sistema murchana                              |
| Abhinavabharati | Abhinavagupta                         | c. 900–1000 EC    | Hinduísmo | Teoria do rasa |
| Sarasvati Hridyalankara | Nanyadeva                             | c. 1080 EC        | Hinduísmo | Teoria musical, apêndice do Natya Shastra bhasya                                                                         |
| Sangita Sudhakara | Haripala                              | c. 1175 EC        | Hinduísmo | ? |
| Abhilasitartha Cintamani | Somesvara                             | c. século XII EC  | Hinduísmo | Existente em partes, Sistema murchana, ragas                                                                             |
| Sangita Ratnavali | Somabhupala                           | c. 1180 EC        | Hinduísmo | |
| Sangita Samayasara | Parsvadeva                            | c. 1200 EC        | Hinduísmo | Teoria dos gamakas |
| Sangita Ratnakara | Sarngadeva                            | c. 1230 EC        | Hinduísmo | Sistematiza raga, prakirnaka, prabandha, tala, vadya e nritya; Texto definitivo para as tradições carnática e hindustani |
| Sringarahara | Raja Sakambhari                       | c. 1300 EC        | Hinduísmo | Diretório de ragas antigos, 89 ragas derivados e 120 talas                                                               |
| Rasatatvasamuccaya | Allaraja                              | c. 1300 EC        | Hinduísmo | Quatro capítulos sobre música clássica                                                                                   |
| Sangitopanisadasara | Suddhakalasa                          | c. 1350 EC        | Jainismo  | Teoria musical, inclui talas raros                                                                                       |
| Balabodhan | Desconhecido                          | c. 1350 EC        | Hinduísmo | Reexamina e cita textos musicais que, acredita-se, estejam perdidos                                                      |
| Visvapradip | Bhuvanananda                          | c. 1350 EC        | Hinduísmo | Grande comentário sobre raga, tala e instrumentos musicais                                                               |
| Sangitacandra | Allaraja                              | c. século XIV EC  | Hinduísmo | Comentado pelo rei nepalês Jyotirmal do século XVII                                                                      |
| Sangita Dipika | Madhava Bhatta                        | c. 1400 EC        | Hinduísmo | Sistema raga-ragini |
| Sangita Raj | Kumbhakarna                           | c. 1449 EC        | Hinduísmo | Uma revisão |
| Svaramelakalanidhi | Ramamatya                             | c. século XVI EC  | Hinduísmo | Música carnática, sistema mela                                                                                           |
| Raga Mala, Raga Manjari, Sadraga Candrodaya | Pundarika Vittala                     | c. século XVI EC  | Hinduísmo | Música carnática, menção a maqans persas                                                                                 |
| Lahjat-i Sikandar Shahi | Umar Sama Yahya                       | c. século XVI EC  | Islão     | Música hindustani, inclui uma resenha do Natya Shastra e do Sangita Ratnakara                                            |
| Rasakaumudi | Srikantha                             | c. século XVI EC  | Jainismo  | Uma revisão de sistemas musicais                                                                                         |
| Sangita Sudha | Raghunatha Thanjavur                  | c. 1620 EC        | Hinduísmo | Carnático, três línguas, instrumentos musicais, 264 ragas, 50 ragas populares                                            |
| Sangita Cudamani | Govinda                               | c. 1680 CE        | Hinduísmo | Carnático, 72 melakartas, inovações de instrumentos musicais                                                             |

## Principais tradições
A tradição de música clássica do subcontinente indiano, tanto na época antiga quanto na medieval, foi um sistema, em sua maior parte, integrado por todo o século XIV, depois do qual o tumulto sócio-político da era do Sultanato de Déli isolou o norte do sul. As tradições musicais do norte e do sul da Índia não foram consideradas distintas até, aproximadamente, o século XVI, mas, após isto, as tradições adquiriram formas distintas. A música clássica do norte da Índia é chamada de hindustani, enquanto que a do sul é chamada de carnática. De acordo com Nazir Ali Jairazbhoy, a tradição do norte adquiriu sua forma moderna depois do século XIV ou XV.
Historicamente, a música clássica da Índia adotou e evoluiu com diversos estilos regionais, como a tradição bengali clássica. Esta abertura a ideias levou à assimilação de inovações regionais populares, assim como a influências advindas de fora do subcontinente, como a assimilação, pela música hindustani, de influências árabes e persas. Esta assimilação de ideias se deu tanto sobre as fundações antigas clássicas, como o raga, o tala e os mantras, quanto como sobre os instrumentos musicais. A teoria musical e os conceitos da música clássica indiana não são encontrados na Pérsia ou na Arábia. Por exemplo: o persa rāk é, provavelmente, uma pronunciação de raga. De acordo com Hormoz Farhat, rāk não possui significado na língua persa moderna, e o conceito de raga é desconhecido na Pérsia.

### Música Carnática
Purandara Dasa (1484 – 1564) foi um compositor e musicólogo hindu que viveu na cidade de Hampi durante o Império Vijayanagara. Ele é considerado o pithamaha (literalmente, "avô") da música carnática. Purandara Dasa foi um monge e devoto de Krishna que sistematizou a teoria musical clássica indiana, desenvolveu exercícios para que estudantes de música, viajou bastante, compartilhando e ensinando suas ideias, e influenciou diversos músicos do sul da Índia e do movimento Bhakti de Maharashtra. Seus exercícios, assim como seus ensinamentos sobre raga e sua metodologia sistemática chamada Suladi Sapta Tala (literalmente, "os sete talas primordiais") continuam sendo utilizados na contemporaneidade. O trabalho de Purandara Dasa no século XVI iniciou o estilo carnático de música clássica indiana.

Sarasvati é a deusa da música e do conhecimento na tradição indiana.

A música carnática tende a ser mais intensa em termos de ritmo e estrutura do que a música hindustani. Exemplos disto são as classificações lógicas dos ragas em melakarthas, e o uso de composições fixas similares à música clássica ocidental. Elaborações carnáticas de raga possuem, via de regra, um tempo bem mais rápido e são mais curtas que seus equivalentes na música hindustani. Além disso, os acompanhantes tem um papel bem maior em concertos carnáticos do que nos hindustani. A estrutura atual típica de um concerto foi definida pelo vocalista Ariyakudi Ramanuja Iyengar. A abertura é chamada de varnam, e consiste num aquecimento para os músicos. A ela, segue-se uma prece e um pedido de bênção, depois vem uma série de mudanças entre ragams (melodia não metrificada) e thaalams (ornamentação, equivalente ao jar). Isto é combinado com os krithis ou cânticos. Depois, vem o pallavi ou tema do raga.[carece de fontes?]
Temas principais incluem adoração, descrição de templos, filosofia e temas nayaka-nayika (sânscrito para "herói-heroína"). Tyagaraja (1759–1847), Muthuswami Dikshitar (1776–1827) e Syama Sastri (1762–1827) foram importantes estudiosos da música carnática. De acordo com Eleanor Zelliot, Tyagaraja é conhecido como um dos maiores compositores da tradição carnática e ele reconheceu, reverencialmente, a influência de Purandara Dasa.

### Música Hindustani

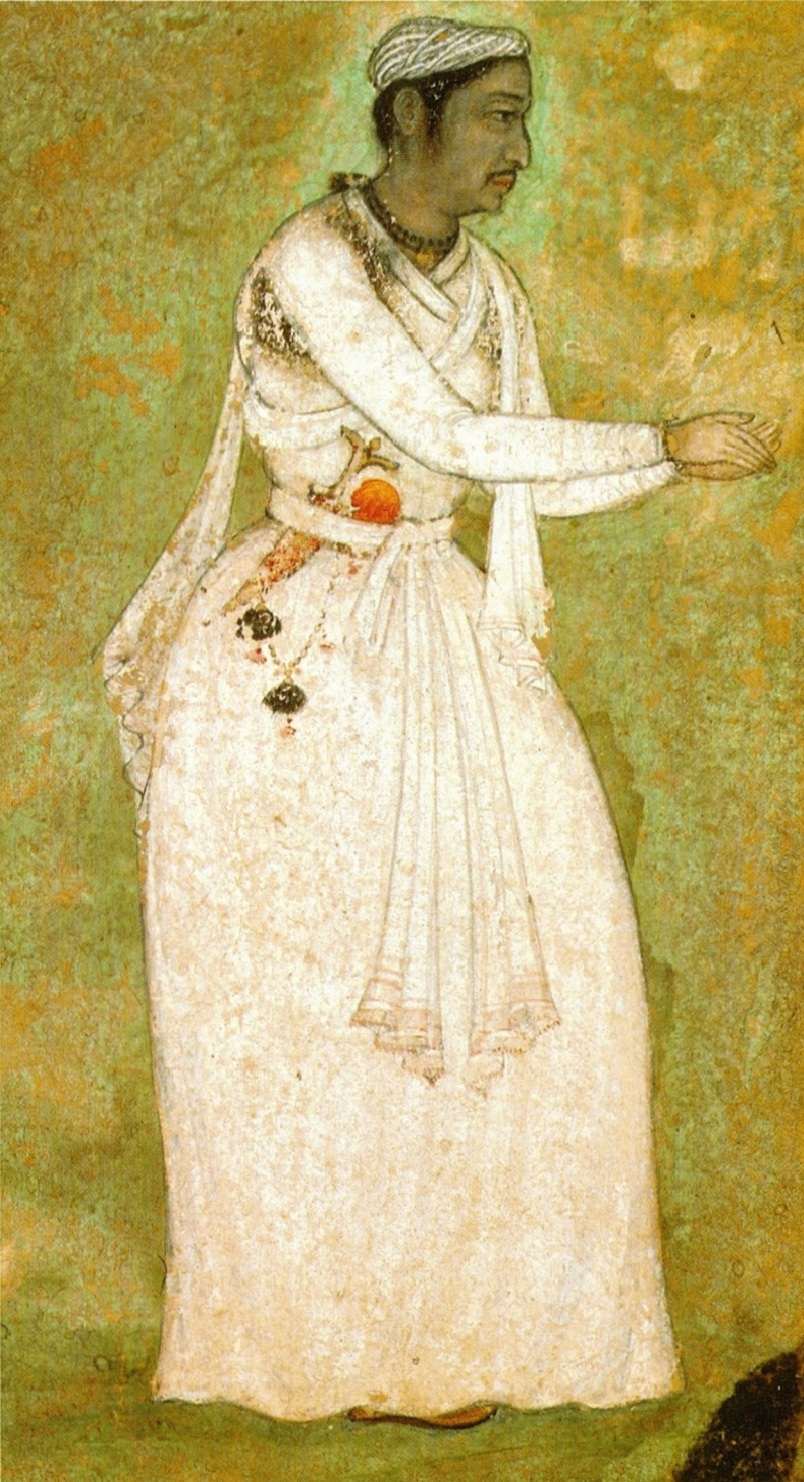
Tansen, o músico do século XVI que, por volta dos sessenta anos, se juntou à corte do imperador mugal Akbar. Para muitas gharanas (escolas) hindustani, ele é seu fundador.

Não é claro quando o processo de diferenciação da música hindustani começou. Este processo pode ter se iniciado no século XIV nas cortes dos sultões de Délhi. De acordo com Jairazbhoy, a tradição do norte da Índia adquiriu sua forma moderna, provavelmente, depois do século XIV ou XV. O desenvolvimento da música hindustani atingiu um ápice no subcontinente indiano durante o reino do imperador mogol Akbar, o Grande. Durante este período do século XVI, o músico Tansen estudou música e introduziu inovações musicais, por cerca dos primeiros sessenta anos de sua vida sob os auspícios do rei hindu Ram Chand de Gwalior, e, posteriormente, se apresentou na corte muçulmana de Akbar. Muitos músicos no subcontinente norte da Índia consideram Tansen como sendo o fundador da música clássica hindustani.
O estilo e as inovações de Tansen inspiraram muitos, e diversas escolas de música hindustani ou gharanas modernas vinculam-se à sua linhagem. As cortes muçulmanas desencorajavam palavras religiosas em sânscrito e hindu, e encorajavam uma música mais técnica. Tais contrastes levaram a música hindustani e evoluir de maneira diferente a da música carnática.
O estilo hindustani é encontrado principalmente no norte da Índia, no Paquistão e em Bangladesh. Ele existe em quatro grandes formas: dhrupad, khyal (ou khayal), thumri e tappa. A forma dhrupad é antiga, khyal evoluiu dela e thumri evoluiu de khyal. Dhrupad é um gênero de música solene, inspiradora e heróica, pura e espiritual. Khyal adiciona notas ornamentais, mais curtas, melancólicas e festivas. Thumri avança ainda mais em sua brevidade, e concentra-se em canções graciosas. Há três grandes escolas de thumri: Lucknow gharana, Banaras gharana e Punjabi gharana. Estas inserem inovações da música popular. Tappa é a mais popular, e, provavelmente, existia nas regiões do Rajastão e do Punjab antes de ser sistematizada e integrada à estrutura da música clássica. Ela se tornou popular, com os músicos bengalis desenvolvendo sua própria tappa.
Khyal é uma importante forma de música hindustani. O termo significa, literalmente, "imaginação brincalhona". Ela é significante, porque foi o modelo usado por músicos sufis na comunidade muçulmana da Índia: os qawwalis, tipo de música religiosa sufi, foram concebidos no formato khyal. Historicamente, esta forma de música atraiu vários músicos da ásia meridional.
Dhrupada (ou dhruvapada), a antiga forma descrita no Natya Shastra, é uma das formas centrais de música clássica encontradas em todo o subcontinente indiano. A palavra vem de dhruva, que significa imóvel ou permanente. Uma dhrupada possui, via de regra, um caráter religioso, heróico ou elogioso.
Uma dhrupada tem, pelo menos, quatro estrofes, chamadas sthayi (ou asthayi), antara, sancari e abhoga. A sthayi é uma melodia que utiliza a oitava central do primeiro tetracorde e as oitavas inferiores. A antara utiliza a oitava central do segundo tetracorde e as oitavas maiores. A samcari é a fase de desenvolvimento, a qual progride, holisticamente, usando partes já tocadas da sthayi e da antara, e usa o material melódico construído com todas as três oitavas. A abhoga é a seção de conclusão, que traz o ouvinte de volta ao familiar ponto de início da sthayi, ainda que com variações rítmicas, com notas diminutas, que, idealmente, são frações matemáticas, como dagun (1/2), tigun (1/3) or caugun (1/4). Algumas vezes, uma quinta estrofe chamada bhoga é incluída. Embora, em geral, dhrupadas possuam temas filosóficos ou de devoção emocional a um deus ou deusa (bhakti), algumas foram compostas para elogiar reis.
A improvisação é de importância central para a música hindustani, e um tópico complexo. Cada tradição de gharana desenvolveu suas próprias técnicas. Fundamentalmente, a improvisação começa com uma composição padrão (chamada gat), depois se expande num processo chamado de gat vistar. Os métodos de improvisação tem raízes ancestrais, e as técnicas mais comuns são chamadas de alap, jor e jhala. A primeira explora, entre outras coisas, possíveis combinações tonais; a segunda explora a velocidade ou o tempo; a última explora combinações complexas ao mesmo tempo que mantém os padrões de ritmos.

#### Influências árabes e persas
A música hindustani recebeu influências das músicas árabe e persa. A natureza destas influências não são claras. No intuito de distinguir sua natureza e extensão, estudiosos tentaram estudar o maqam da península arábica, da Turquia e do norte da África, assim como o dastgah do Irã. Ao longo da era colonial e até os anos 1960, a tentativa foi de, teoricamente, estudar os ragas e maqans e sugerir semelhanças. Segundo Bruno Nettl, os estudos musicológicos comparativos posteriores encontraram similaridades entre a música clássica indiana e a música europeia, levantando a questão acerca dos pontos de semelhança e diferenciação entre os diferentes sistemas de música mundiais.
Uma das primeiras discussões conhecidas sobre o maqam persa e o raga indiano é de Pundarika Vittala, um estudioso do século XVI. Ele afirma que os maqans utilizados em sua época haviam derivado de ragas (ou melas) indianos mais antigos, e ele, especificamente, mapeia mais de uma dúzia de maqans. Por exemplo, Vittala declara que o maqam hijaz derivou do raga asaveri, e jangula derivou do bangal. Em 1941, o estudioso Haidar Rizvi questionou isto e afirmou que a influência era na outra direção: maqans do oriente médio haviam se tornado ragas indianos, como o zangulah maqam, que teria se transformado no jangla raga. De acordo com o professor de etnomusicologia John Baily, há evidências de que o trânsito de ideias musicais acontecia em ambos sentidos, porque registros persas confirmam que músicos indianos fizeram parte da corte da dinastia Qajar em Teerã, uma interação que continuou ao longo do século XX com a importação de instrumentos musicais indianos ocorrendo em cidades como Herat, perto da fronteira entre o Afeganistão e o Irã.

## Características
O modelo teórico descrito a seguir refere-se principalmente à escola hindustani, mas é aplicado em larga escala pela carnática também. O intervalo da oitava, chamado localmente de saptak, pode ser dividido em 66 shrutis, embora apenas 22 sejam colocados em prática.
De qualquer forma, os indianos reconhecem as sete notas musicais, chamadas coletivamente de svar, e acreditam que os shrutis são variações delas (variações estas que são classificadas como "natural", "bemol", "extremamente bemol", "sustenido" e "extremamente sustenido"). Com efeito, os sete svars formam uma sequência (chamada de rag bilaval) idêntica à escala maior diatônica da música ocidental.
Individualmente, as svar são:  shadj, (SA), rishabh (RE), gandhar (GA), madhyam (MA), pancham (PA) dhaivat (DHA) e nishad (NI). Apesar da semelhança com a escala europeia, a harmonia estabelecida entre elas é diferente daquela praticada pelas civilizações ocidentais, pois cada nota é entendida como possuindo uma qualidade individual. SA e MA são usadas para expressar tranquilidade; RE é usada para sentimentos ríspidos e afiados; GA e DHA para solenidade e seriedade, PA para alegria e felicidade e NI para o sofrimento.
Os svars também são associados a animais: RE é comparado ao mugir de uma vaca; NI ao urro de um elefante, etc.
Na música clássica indiana o raga e o tala são os dois elementos fundamentais: o primeiro forma a tessitura da estrutura melódica, enquanto o segundo mantém a marcação do tempo. Ambos são estruturas abertas para a criatividade e, teoricamente, apesar de permitirem um número infinito de possibilidades, a tradição considera algumas centenas de ragas e talas como básicos.

### Raga
O raga é um conceito central na música indiana, predominante em sua expressão. Pode ser descrito, aproximadamente, como uma entidade musical que utiliza intonação de notas, duração relativa e ordem — de maneira similar a como palavras formam frases — para criar uma atmosfera de expressão. Em alguns casos, certas regras são consideradas obrigatórias; em outros, opcionais. O raga permite flexibilidade: o artista pode depender da simples expressão ou adicionar ornamentações e, ainda assim, expressar a mesma mensagem essencial, evocando, porém, uma diferente intensidade de clima ou espírito. O objetivo de um raga e de seu artista é criar rasa (essência, sentimento, atmosfera) com música, como a dança clássica indiana faz com as artes cênicas. Na tradição indiana, danças clássicas são realizadas com músicas de vários ragas.

### Tala
De acordo com David Nelson, etnomusicólogo especialista em música carnática, um tala, na música indiana, cobre "todo assunto da métrica musical". A música indiana é composta e realizada sobre um arcabouço métrico, uma estrutura de batidas chamada tala que é composto por unidades de tempo denominadas matra. Um tala mede o tempo na música indiana. Contudo, isto não implica num padrão regular de ênfases que se repetem, pelo contrário: seu arranjo hierárquico depende de como a obra deve ser tocada.
O tala forma a estrutura métrica que se repete, numa harmonia cíclica, do começo ao fim de qualquer música ou trecho de dança, tornando-o, conceitualmente, análogo à métrica na música ocidental. Contudo, talas possuem certas características qualitativas que a métrica da música clássica europeia não possui. Por exemplo, alguns talas são muito mais longos do que qualquer métrica clássica ocidental, como uma estrutura de vinte e nove batidas, cujos ciclos demoram cerca de quarenta e cinco segundos para serem completados durante uma performance. Outra sofisticação dos talas é a ausência de composições com "batidas fortes e fracas", típica da métrica europeia tradicional. Nas tradições clássicas indianas, o tala não se restringe às permutações entre batidas fortes e fracas; sua flexibilidade permite que a ênfase numa batida seja decidida pela forma da frase musical. Ritmos lentos, moderados e rápidos recebem, respectivamente, as denominaçõs vilambit, madhya e drut.
O tala mais amplamente utilizado no sistema do sul da Índia  se chama adi tala. No sistema do norte da Índia, o tala mais comum se chama teental. Nos grandes sistemas de música clássica indiana, a primeira batida de qualquer tala é chamada de sam. Embora o Sangita-Ratnakara conte 120 diferentes talas, músicos mais recentes identificam apenas 20 em uso.
Os matras mais comuns recebem valores de 6, 7, 8, 10, 12, 14 e 16. Eles são agrupados em compassos. Durante uma apresentação, a primeira svar de cada ciclo deve ser executada simultaneamente pelo percussionista e o cantor, embora entre uma retomada e outra eles possam explorar os ritmos de maneira relativamente livre, utilizando-se inclusive de sincopação e deslocamento de acentuação.
Não é incomum que músicos se desafiem em meio às apresentações, com o percussionista tendo que improvisar novos ritmos conforme novidades trazidas pelos demais instrumentistas, mas sem nunca violar os princípios do tala.